# Franz Hermann Heinrich Lueder

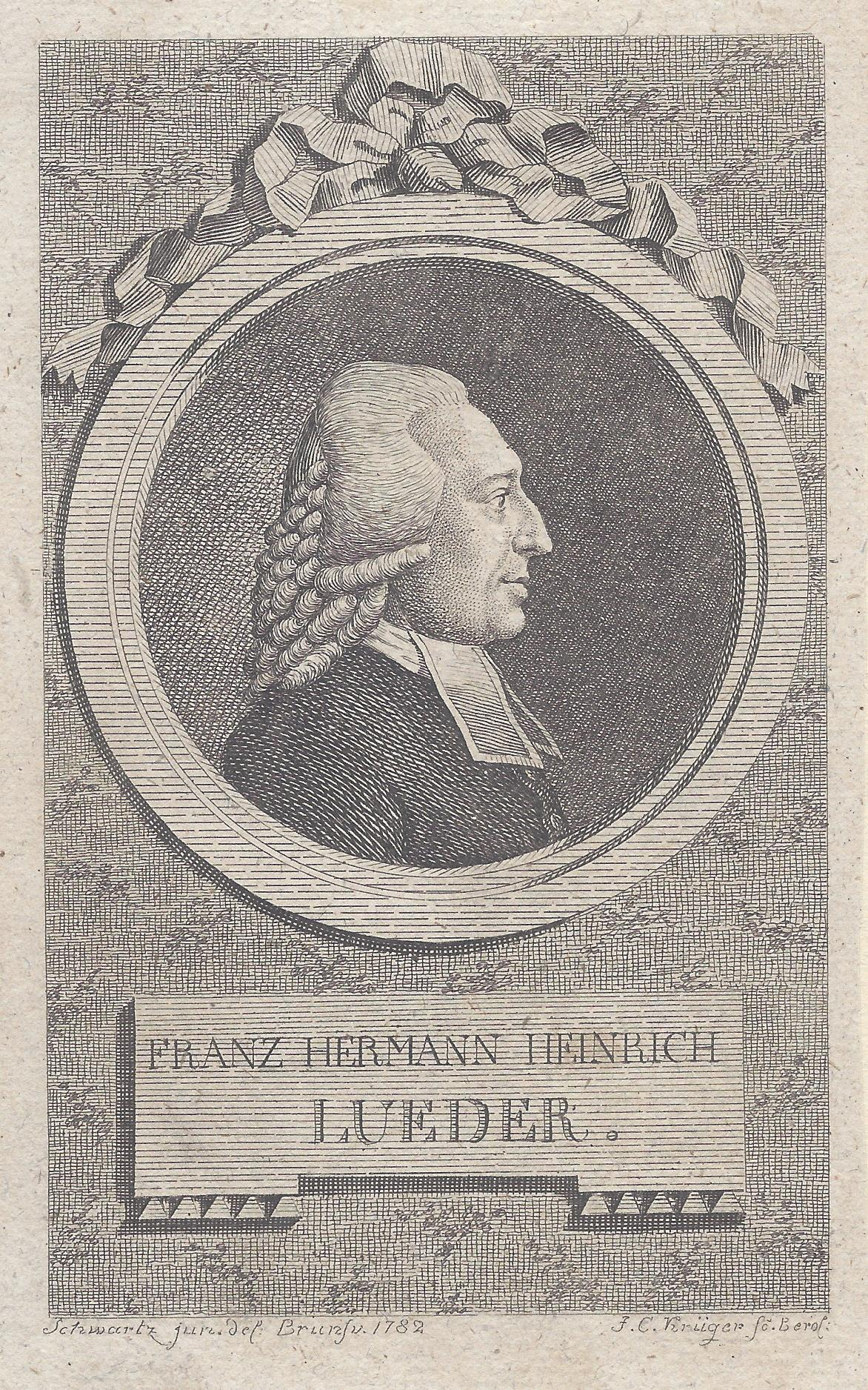
Franz Hermann Heinrich Lueder, Kupferstich von Johann Conrad Krüger nach Schwartz, 1782

Franz Hermann Heinrich Lueder, auch Lüder (* 1734 in Grasdorf, Kurfürstentum Hannover; † Dezember 1791 oder 1792 in Ronnenberg) war ein deutscher Pastor und Botaniker.
Lueder wurde 1734 in Grasdorf als Sohn des hiesigen Predigers und späteren Superintendenten zu Einbeck und Wunstorf Johann Wilhelm Lueder und der lse Helene von Lüpke geboren.
Anfangs war er für ein Jahr Feldprediger bei dem von Christian Ludwig von Hardenberg geführten Regiment und späteren ersten Bataillon von Hammerstein in Nienburg. Anschließend diente er für ein paar Jahre als Hospital-Prediger und kurz vor Beginn der Friedenszeiten als Prediger in Coppenbrügge. Im Jahr 1769 wurde Lueder Superintendent und erster Prediger in Dannenberg und bekleidete diese Ämter 21 Jahre lang. Im September 1790 zog es ihn nach Ronnenberg, wo er bis zu seinem Tode lebte und wirkte. 
Lueder war Mitglied der Zellischen Landwirthschaftsgesellschaft und der ökonomischen Gesellschaft zu Bern sowie Ehrenmitglied der Gesellschaft Naturforschender Freunde zu Berlin.
Lueder war in erster Ehe über 30 Jahre mit Johanne Marie Esther Rautenberg, einer Tochter des Pastors Rautenberg zu Isernhagen und 1791 in zweiter Ehe mit der verwitweten Dorothea Elisabeth Lehmann verheiratet. Lueder hatte nur eine Tochter, welche jedoch in jungen Jahren verstarb.

## Werke
- Briefe über die Bestellung eines Küchengartens in Niedersachsen. Hannover 1768.
- Drey Predigten bey Gelegenheit der ausserordentlichen Ueberschwemmung. Hannover 1772.
- Tabelle über die in den Briefen über einen Küchengarten vorkommenden Küchengewächse; nebst Anzeige ihrer Dauer, Zeit der Aussaat, des Aufgehens und der Verpflanzung, deren Weite u. s. w. Leipzig 1775.
- Briefe über die Bestellung eines Küchengartens in welchen denen, die ihre Gärten selbst und ohne Hülfe eines gelernten Gärtners bestellen wollen eine Anleitung zum Gartenbau gegeben wird. Erster Theil. Dritte Auflage. Helwingsche Hofbuchhandlung. Hannover 1778
- Fortsetzung der in den Briefen über die Bestellung eines Küchengartens gegebenen Anleitung zum Küchengartenbau der Küchengartenbriefe. Zweyter Theil. Helwingsche Hofbuchhandlung. Hannover 1776.
- Briefe über die Anlegung und Wartung eines Blumengartens für diejenigen welche von den Blumen noch keine Kenntniß haben. Helwingsche Hofbuchhandlung. Hannover 1777.
- Christian Gottfried Donatius (Hrsg.): Vollständige Anleitung zur Wartung aller in Europa bekannten Küchengartengewächse aus dem Englischen neu übersetzt, und mit botanischen und practischen Anmerkungen erläutert. Lübeck 1780.
- Christian Gottfried Donatius (Hrsg.): Vollständige Anleitung zur Erziehung und Wartung aller in Deutschland in freyer Luft zu ziehende Obst- und Fruchtbäume, und Fruchtsträucher, aus dem Englischen des Herrn Joh. Abercrombie übersetzt. Lübeck 1781.
- Beschluß der in den Briefen über die Bestellung eines Küchengartens gegebenen Anleitung zum Küchengartenbau welcher einen vollständigen Küchengärtner Calender eine Anleitung zu Wistbeeren, und eine Geschichte des Küchengartenbaues enthält. Dritter und letzter Theil. Helwingsche Hofbuchhandlung. Hannover 1783.
- Botanisch-praktische Lustgärtnerey nach Anleitung der besten neuesten brittischen Gartenschriftsteller mit nöthigen Anmerkungen für das Clima in Deutschland. 4 Bände. M. G. Weidemanns Erben und Reich. Leipzig 1783–1786.
- Botanisch-ökonomisch-praktische Vorschläge über die botanische Bestimmung einiger, in Linnaei fpeciebus Plantarum (Edit. tert. Vindob. 1764) nicht genau genug bestimmten Küchengartengewächse; in den Berlin. neuesten Mannigfaltigkeiten. 3 Jahrg. 3 Quartal S. 545 u. ff.
- Aurikelblätterkarten. In: Hirschfeld's Gartenkalender aufs Jahr 1785. 1785.
- Grundriss der christlichen Sittenlehre, zum Leitfaden beym häusslichen Unterricht der zur Confirmation vorzubereitenden jungen Christen. Celle 1789.